# ガスコーニュ (戦艦)
ガスコーニュ（Gascogne）とはフランス海軍が1938年度計画で建造予定であった戦艦。第二次世界大戦中に計画中止となった艦である。

## 概要
本艦はフランス海軍がリシュリュー級戦艦の改良型として計画し、1938年度計画において3隻の建造が承認された。その一番艦が本艦である。リシュリュー級3隻と本級3隻の二個戦艦艦隊により運用する構想であったと推測される。
2・3番艦の艦名は伝わっておらず、後続のアルザス級の予定艦名は判明していることから、ガスコーニュ級は単艦であったとも、アルザス級とされる戦艦の内2隻が実はガスコーニュ級であったとも伝えられ、確定していない。

## 外観
船体形状はフランス近代高速戦艦伝統の中央楼型船体で、艦首の水面から甲板までの乾舷は高く、凌波性能が高いことをうかがわせる。軽くシアの付いた艦首甲板から本艦より新設計の1935年型 正38cm（45口径）砲を四連装砲塔に納め、1番主砲塔を艦首甲板に1基、その背後にリシュリュー級から受け継ぐ新設計の1935年型 15.2cm（55口径）砲を三連装砲塔に納め、背負い式に2基。その背後に司令塔を組み込んだ操舵艦橋を基部に持つスマートな塔型艦橋がスマートに上に伸びる。戦闘艦橋の上の頂部には、世界的に見ても大型の13.5 m主砲用測距儀が1基、その上に8m副砲用測距儀が2基載る。これらは独立してスリップリングにより別方向に旋回できる。艦橋の背後は艦載艇置き場になっており、艦橋を基部とするデリック・アームにより運用される。後檣と煙突は融合され、現代で言うマック(MACK)となっている。煙路は甲板内で集合され、直立した煙突から後方へ斜め45度傾けて後方に排出される。その上部は2基の8m副砲用測距儀2基と十字型アンテナで構成される。その背後に後部司令塔、後ろ向きに配置された3番副砲塔、2番主砲塔の順である。2番主砲塔から艦尾までは艦載機を運用するスペースとなっており、艦載機は爆風の影響を受けないように甲板直下の艦内格納庫にて整備され、四角形のエレベーターにより甲板上に出される。右舷側に射出カタパルトが1基、艦尾に水上機揚収クレーン1基が付く。

### 主砲

38cm(45口径)4連装砲のモデル

主砲はリシュリュー級より引き続き1935年型 正38cm（45口径）砲を採用した。性能は重量884 kgの砲弾を最大仰角35度で41,700mまで届かせることが出来るこの砲を4連装砲塔に収めた。俯仰能力は仰角35度、俯角5度である。旋回角度は船体首尾線方向を0度として砲塔が左右137.5度の旋回角度を持つ、主砲身の俯仰・砲塔の旋回・砲弾の揚弾・装填は主に電力で行われ、補助に人力を必要とした。発射速度は毎分2.2発である。主砲配置は砲塔2基を前甲板に集中配置する前級までの方式を採らず、前後甲板に1基ずつ均等に配置する方式を採っている。これは、真艦尾方向への主砲火力が乏しい事が度々将兵から指摘されての変更である。この点は現場からの意見が設計に反映されにくいイギリス海軍とは異なるリベラルな点である。
その砲威力は第二次世界大戦での主要な砲戦の行われた射距離2万m台ならば舷側装甲393mmを易々と貫通し、この砲の前では枢軸国陣営の戦艦では大和型以外には耐えられる防御を持つ戦艦の無い優秀砲である。

### 副砲・高角砲、その他の備砲
副砲はリシュリュー級より引き継ぐ1936年型 15.2cm（55口径）砲を採用した。性能は重量54～58.8 kgの砲弾を最大仰角45度で26,960 mまで届かせることが出来るこの砲を3連装砲塔に収めた。俯仰能力は仰角75度、俯角8.5度で、装填角度は俯角5度から仰角15度の間である。旋回角度は船体首尾線方向を0度として砲塔が左右150度の旋回角度を持つ、主砲身の俯仰・砲塔の旋回・砲弾の揚弾・装填は主に電力で行われ、補助に人力を必要とした。発射速度は毎分5～8発である。配置は艦橋と1番主砲塔の間に背負い式に2基、後部司令塔と2番主砲砲塔の間に1基に配置しているのが特色である。配置箇所が高所にあり、艦の中心線上にあるために少ない門数で広い射界を得ている好配置である。
高角砲は前級に引き続き1930年型 10cm(50口径)高角砲を採用した。13.5kgの砲弾を仰角45度で15,900 m、14.2kgの対空榴弾を最大仰角80度で高度10,000mまで到達できた。旋回と俯仰は電動と人力で行われ、左右方向に80度旋回でき、俯仰は仰角80度、俯角10度であった。発射速度は毎分10発だった。前級では片舷3基ずつの6基であったが、本型では片舷4基の計8基16門であった。
他に高角砲の射界をカバーする役割として1925年型37mm（50口径）機関砲を連装砲架で8基、4連装砲架で1基、1929年型13.2mm（50口径）機銃を4連装砲架で9基36丁装備した。

### 機関
機関配置はフランス近代戦艦伝統のシフト配置である。機関は前級のリシュリュー級と変わりなく、インドル式水管缶6基とパーソンズ式ギヤード・タービン4基4軸を組み合わせた。最大出力は150,000hpで、計画速力は30ノット、航続性能は速力10ノットで10,000海里、20ノットで7,750海里航行できるとされた。なお、フランス海軍は、機関性能を他国よりも堅実に見積もる傾向があり、完工後の運用で計画時の能力を上回ることが多かった。

### 防御
対抗艦種としてドイツ海軍のビスマルク級戦艦やイタリア海軍のヴィットリオ・ヴェネト級戦艦への対抗を念頭に置いて設計されており、高い重量計算と技術能力により手堅い防御力を与えられている。前述の四連装砲の採用により浮いた重量を防御装甲に回した結果、舷側装甲は列強新戦艦の中では厚い部類に入る330mm装甲を15度傾斜して貼られ、水平防御も150mmから170mm装甲が奢られた。その防御力はビスマルク級に対し射距離25,000m～35000mまでの間ならば主要装甲部は無事というものである。

## その後
本艦はペノエ社のサン・ナゼール造船所で建造されることとなっていたが、資材収集が遅れてしまい、予定では1939年9月起工が翌年1940年4月に延期されたものの、同年6月になっても資材の調達が滞り、必要資材の6%しか集められなかった。その頃、造船所はドイツ軍の手に落ちてしまい、集めた資材はドイツ兵器生産へ回され、本級は起工される事なく設計図のみ残して消えてしまったのである。

## 要目
- 水線長：242m
- 全長：247.85m
- 全幅：33m
- 吃水：10.7m
- 基準排水量：37,450トン
- 常備排水量：43,300トン
- 満載排水量：48,500トン
- 兵装：38cm（45口径）4連装砲2基、15.2cm（55口径）3連装砲塔3基、10cm（45口径）連装砲8基、37mm（60口径）連装機関砲8基+同4連装機関砲1基、13.2mm4連装機銃9基
- 機関：インドル式重油専焼缶6基+パーソンズ式タービン4基4軸推進
- 最大出力：150,000hp
- 最大速力：30ノット（計画）
- 航続性能：20ノットで7,750海里、10ノットで10,000海里
- 装甲
  - 舷側装甲：330mm～152mm
  - 甲板装甲：150mm+40mm（機関部）、170mm+40mm（主砲火薬庫）、150mm+50mm（副砲火薬庫）
  - 主砲塔装甲： 430mm（前盾）、300mm（側盾）、250mm（後盾）、195mm（天蓋傾斜部）、170mm（天蓋平面部）、バーベット部：405mm+20mm
  - 副砲塔装甲： 115mm（前盾）、70mm（側盾）、100mm（後盾）、70mm（天蓋）、バーベット部：100～140mm
  - 司令塔：350mm
- 航空兵装：ロアール・ニューポール水上機2機、カタパルト1基
- 乗員：1,550～1,670名

## 参考図書
- 「世界の艦船増刊第22集　近代戦艦史」(海人社)
- 「世界の艦船増刊第38集 フランス戦艦史」（海人社）
- 「世界の艦船増刊第22集　近代戦艦史　2008年10月号(海人社)
- 「世界の艦船増刊 2006年 No.664号 特集"列強最後の戦艦を比較する"」（海人社）